# 田中芳雄
田中 芳雄（たなか よしお、1881年3月9日 - 1966年5月8日）は、日本の応用化学者。東京大学名誉教授。

## 来歴
埼玉県生まれ。東京帝国大学工科大学応用化学科卒。
石油、油脂、ゴムの権威として、化学工業界の発展に尽力した。1918年東京帝国大学教授、後に東京工業大学教授兼任。1927年（昭和2年）「本邦産石油の成分並びに応用に関する研究」で帝国学士院賞受賞。1938年（昭和13年）帝国学士院会員。1961年（昭和36年）文化功労者。主著に『化学工業総論』、『有機工業化学』等。

## 栄典
- 1912年（大正元年）12月28日 - 正六位[2]
- 1918年（大正7年）
  - 2月12日 - 従五位[3]
  - 9月26日 - 勲六等瑞宝章[4]